# M Countdown
M Countdown (hangul: 엠카운트다운, romanización: Em Kaunteudaun) es un programa de música surcoreano transmitido por Mnet desde 2004 en el que actúan en directo artistas populares.

## Presentadores
- Lee Hong Ki de F.T. Island (30 de agosto de 2012 - 14 de diciembre de 2012).[1][2]
- Kim Woo Bin (15 de agosto de 2013 - 13 de febrero de 2014).[3][4]
- Ahn Jae-hyun y Jung Joon Young (27 de febrero de 2014 - 20 de noviembre de 2014).[5]
- Lee Jung Shin, Key, BamBam y Park Jin-young (19 de marzo de 2015 – 3 de marzo de 2016)
- Key de Shinee y Lee Jung Shin de CNBLUE (17 de marzo de 2015 - 8 de septiembre de 2016).[6]
- Key (22 de septiembre de 2016 – 13 de abril de 2017)
- Lee Dae-hwi y Han Hyun-min (4 de abril de 2019 – 2021)
- Nam Yoon-soo y Miyeon de (G)I-DLE (febrero de 2021 - presente)[7][8]

## Segmentos
- B'SHOP
- MCD DRAMA
- MCD NEWS
- MCD Ranking

## Episodios
Se transmite en vivo todos los jueves de 18:00 a 19:00 KST. 

## Producción
El programa es se graba en el CJ E&M Center Studio, Sangam-dong, Seúl.

### Emisión internacional
Es trasmitido en vivo en China, Hong Kong, Japón, Filipinas, Estados Unidos, Taiwán, Malasia, Singapur y otros países. 

## Programas similares
- KBS2: Music Bank
- MBC: Show! Music Core
- MBC Music: Show Champion
- SBS: Inkigayo